# Hokej na trawie na Letnich Igrzyskach Olimpijskich Młodzieży 2010 – turniej chłopców
Turniej chłopców w hokeju na trawie na I Letnich Igrzyskach Olimpijskich Młodzieży odbył się w dniach 17 sierpnia - 25 sierpnia 2010. Do turnieju przystąpiło 6 reprezentacji. W pierwszej fazie turnieju rozegrały mecze w systemie kołowym - każdy z każdym. Z wyników utworzono tabelę. Dwie pierwsze drużyny awansowały do finału, trzecia i czwarta do meczu o 3. miejsce, a dwie ostatnie do meczu o 5. miejsce.

## Faza eliminacyjna

### Wyniki
| Poz. | Reprezentacja | Pkt | Mecze | Mecze | Mecze | Mecze | Bramki | Bramki | Bramki  |
| Poz. | Reprezentacja | Pkt | M     | Z     | R     | P     | wyg.   | prz.   | różnica |
| ---- | ------------- | --- | ----- | ----- | ----- | ----- | ------ | ------ | ------- |
| 1    | Australia     | 15  | 5     | 5     | 0     | 0     | 36     | 6      | +30     |
| 2    | Pakistan      | 12  | 5     | 4     | 0     | 1     | 30     | 12     | +18     |
| 3    | Belgia        | 9   | 5     | 3     | 0     | 2     | 27     | 13     | +14     |
| 4    | Ghana         | 6   | 5     | 2     | 0     | 3     | 12     | 24     | -12     |
| 5    | Chile         | 3   | 5     | 1     | 0     | 4     | 6      | 38     | -32     |
| 6    | Singapur      | 0   | 5     | 0     | 0     | 5     | 5      | 23     | -18     |

### 1. kolejka
17 sierpnia 2010
| Pakistan | 6:3 | Ghana |

17 sierpnia 2010
| Belgia | 9:0 | Chile |

17 sierpnia 2010
| Singapur | 1:8 | Australia |

### 2. kolejka
18 sierpnia 2010
| Pakistan | 15:1 | Chile |

18 sierpnia 2010
| Australia | 8:0 | Ghana |

18 sierpnia 2010
| Singapur | 1:7 | Belgia |

### 3. kolejka
20 sierpnia 2010
| Australia | 6:3 | Belgia |

20 sierpnia 2010
| Chile | 3:4 | Ghana |

20 sierpnia 2010
| Singapur | 1:4 | Pakistan |

### 4. kolejka
21 sierpnia 2010
| Ghana | 3:6 | Belgia |

21 sierpnia 2010
| Pakistan | 2:5 | Australia |

21 sierpnia 2010
| Singapur | 1:2 | Chile |

### 5. kolejka
23 sierpnia 2010
| Australia | 9:0 | Chile |

23 sierpnia 2010
| Belgia | 2:3 | Pakistan |

23 sierpnia 2010
| Ghana | 2:1 | Singapur |

## Faza finałowa

### Mecz o 5. miejsce
25 sierpnia 2010
| Chile | 1:6 | Singapur |

### Mecz o 3. miejsce
25 sierpnia 2010
| Belgia | 4:1 | Ghana |

### Finał
25 sierpnia 2010
| Australia | 2:1 | Pakistan |

## Klasyfikacja końcowa
| Miejsce | Zawodnik  |
| ------- | --------- |
|         | Australia |
|         | Pakistan  |
|         | Belgia    |
| 4       | Ghana     |
| 5       | Singapur  |
| 6       | Chile     |